# Дуња (име)
Дуња је српско и хрватско женско име које је у ствари хомоним речничкој речи за "дуња". Потиче од грчког имена Еудокија, што значи "добра слава или суд". То је популарно име у Хрватској и Босни. Познати људи са именом укључују:
- Дуња Илић (рођена 1990), српска поп певачица, текстописац и композитор
- Дуња Мијатовић (рођена 1964), босанскохерцеговачки стручњак за медијско право и медијску регулативу